# Kepler-298d
Kepler-298d es un exoplaneta perteneciente a la constelación de Draco, situado a 1546 años luz de la Tierra. Su descubrimiento se confirmó en 2014, después de que el Telescopio Espacial Kepler detectase varios tránsitos del objeto frente a su estrella. Su tamaño, de aproximadamente 2,5 radios terrestres (R⊕), se sitúa muy por encima del límite teórico establecido por los expertos, por lo que la probabilidad de que se trate de un planeta de tipo minineptuno es muy elevada.
El sistema Kepler-298 cuenta con otros dos exoplanetas confirmados, Kepler-298b y Kepler-298c, de 1,96 y 1,93 R⊕ respectivamente. Ambos tienen órbitas más cortas y fueron detectados antes que Kepler-298d, último objeto descubierto en el sistema tras la actualización del catálogo de exoplanetas confirmados de la NASA del 19 de noviembre de 2015.

## Características
Kepler-298 es una enana naranja tipo K, con una masa de 0,65 M☉ y un radio de 0,58 R☉. Su metalicidad (-0,121) es muy similar a la del Sol aunque algo inferior, lo que parece indicar una cierta escasez de elementos pesados (es decir, todos excepto el hidrógeno y el helio). El límite de acoplamiento de marea del sistema se encuentra entre el centro de la zona de habitabilidad y su confín interno, a 0,3982 UA. Kepler-298d, con un semieje mayor de 0,305 UA, está demasiado cerca de su estrella como para superar el límite de anclaje. Por tanto, es probable que tenga un hemisferio diurno y otro nocturno.
El radio observado del planeta es de 2,50 R⊕, muy por encima del límite de 1,6 R⊕ que separa a los planetas telúricos de los de tipo minineptuno. Si la composición del objeto fuera semejante a la de la Tierra, su masa sería de 26,81 M⊕ y su gravedad 4,3 veces superior a la terrestre. Con estas características, la probabilidad de que sea un planeta gaseoso es extremadamente alta.
La temperatura media superficial estimada para Kepler-298d a partir de su ubicación en el sistema y la luminosidad de su estrella, es de 48,75 °C, asumiendo una atmósfera y albedo similares a los de la Tierra. Por tanto, se encuentra muy próximo al límite entre los mesoplanetas y termoplanetas según la clasificación térmica de habitabilidad planetaria del PHL. Como referencia, el HZD o distancia respecto al centro de la zona habitable para el objeto es de -0,86, frente a los -0,5 de la Tierra (-1 representa el confín interno de la zona de habitabilidad, 0 su centro y +1 su borde externo).
Kepler-298d es el tercer exoplaneta encontrado en el sistema Kepler-298. Anteriormente se descubrieron otros dos objetos, Kepler-298b y Kepler-298c, de 1,96 y 1,93 R⊕ respectivamente. Kepler-298b tiene un semieje mayor de apenas 0,08 UA, que le permite completar una órbita en solo diez días. Como consecuencia, se estima que su temperatura media superficial debe superar los 300 °C. Por su parte, Kepler-298c tarda casi veintitrés días en orbitar a su estrella. Su temperatura media, considerando una atmósfera y albedo similares a los de la Tierra, superaría los 177 °C.

## Habitabilidad
El Índice de Similitud con la Tierra o IST de Kepler-298d es de un 68 %, muy similar al de Marte, como consecuencia de su excesivo tamaño y su temperatura estimada. Sin embargo, se encuentra entre los veinticinco exoplanetas confirmados más similares a la Tierra.